# Superheterodyne
Een superheterodyne radio-ontvanger, kortweg superhet is een radio-ontvanger waarin het ontvangen signaal wordt gemengd met een door de ontvanger zodanig opgewekt signaal dat een signaal met een vaste verschilfrequentie, de middenfrequentie, ontstaat. Voor dit signaal kunnen vaste filters worden toegepast om een goede selectiviteit te verkrijgen. De term superheterodyne staat voor het Engelse superaudible (dat is ultrasonisch) heterodyne, wat duidt op het ultrasonische karakter van de opgewekte verschilfrequentie. De toepassing van deze vorm van heterodyne werd uitgevonden door Edwin Armstrong in 1918.
In de tijd vóór de toepassing van heterodyne werd de afstemming van een zogenoemde rechtuitontvanger verzorgd door een enkelvoudige afstemkring. De selectiviteit van een radio met een dergelijke schakeling is echter gering, waardoor het met de toenemende drukte in de ether steeds moeilijker werd de verschillende zenders goed van elkaar te scheiden.
De selectiviteit werd verbeterd door toepassing van terugkoppeling, maar het probleem bleef. In ieder geval was de selectiviteit sterk afhankelijk van de ontvangstfrequentie. Bovendien gingen dergelijke radio's nogal eens als zender fungeren, waardoor het in die tijd bekende verschijnsel van de Mexicaanse hond optrad, een geluid als het gehuil van een hond ten gevolge van interferentie tussen twee radiostations.

## Het principe
Stel dat een zender uitzendt op 1008 kHz met een bandbreedte van 10 kHz, dan loopt het spectrum van de zender van 1003 kHz tot 1013 kHz. Daarnaast zitten andere zenders. Om storing door andere zenders te verhinderen moet een filter gebruikt worden dat alleen de frequenties tussen 1003 en 1013 doorlaat.
Dat is te realiseren, maar daarvoor is een groot aantal afstemkringen nodig, die nauwkeurig op dezelfde frequentie zijn afgestemd. Wil men nu een andere zender ontvangen, dan moeten al die afstemkringen gelijktijdig verstemd worden, wat een mechanisch ingewikkelde en dure oplossing is.
In een superheterodyne ontvanger bevindt zich een mengtrap. Deze wordt gestuurd uit een oscillator waarvan de frequentie verandert met de afstemming. De oscillator wordt bijvoorbeeld afgestemd op 1463 kHz. Deze frequentie wordt gemengd met het signaal dat van de antenne komt, waardoor (onder andere) een verschilfrequentie ontstaat. Het signaal van de gewenste zender van 1008 kHz komt op 1463 kHz - 1008 kHz = 455 kHz te staan. Deze frequentie heet de middenfrequentie. Andere zenders die in de buurt van 1008 kHz zitten en die niet gewenst zijn, worden ook naar een andere frequentie geconverteerd. Daarna wordt het signaal door een aantal nauwkeurig afgestemde afstemkringen geleid, waarbij alleen 450-460 kHz wordt doorgelaten. Als er vervolgens afgestemd wordt op een ander station, hoeft alleen de oscillatorfrequentie veranderd te worden, zodat die andere zender op 455 kHz uitkomt. Voor deze vaste middenfrequentie zijn goede filters te maken die niet meer verstemd hoeven te worden. Bovendien verandert de bandbreedte niet meer met de afstemming.
Als de oscillatorfrequentie 1463 kHz is, ontvangt de ontvanger niet alleen 1463 - 455 = 1008 kHz, maar ook 1918 kHz, want 1918 - 1463 = 455 kHz is eveneens de middenfrequentie 455 kHz. Deze frequentie heet de spiegelfrequentie. Om te verhinderen dat ook deze frequentie wordt ontvangen, moet het antennesignaal niet zonder meer in de mengtrap worden toegelaten. Eerst moeten de frequenties rondom 1008 kHz worden uitgefilterd (spiegelonderdrukking). Dit hoeft echter lang niet zo nauwkeurig te gebeuren als bij de vroegere rechtuitontvangers. Deze voorafstemming of preselectie wordt gelijktijdig met de verstemming van de oscillator uitgevoerd.
Uit een mengtrap komen nog veel meer ongewenste frequenties dan de spiegelfrequentie. Deze ontstaan door vervorming in de mengtrap. Het antennesignaal ondergaat daarom de volgende bewerkingen:
1. Het gewenste signaal wordt ruwweg uitgefilterd. Dit hoeft niet bijzonder nauwkeurig te zijn. Zenders die net naast de gewenste zender zitten, worden ook doorgelaten.
2. Het signaal wordt in de mengtrap omgezet naar een middenfrequentie. Daarbij wordt gebruikgemaakt van een oscillator.
3. Het signaal van de gewenste zender wordt met vast ingestelde kringen uitgefilterd.

Draait men aan de afstemknop, dan wordt de instelling van de eerste twee veranderd.

### Verdere uitleg
In een superheterodyne wordt een goede selectiviteit verkregen door smallebandfilters die zijn afgestemd op een vaste frequentie, de middenfrequentie. Standaard is deze middenfrequentie voor AM-ontvangers 455 kHz en voor FM-ontvangers 10,7 MHz. Elk ontvangen radiosignaal wordt gemengd met een lokaal opgewekt sinusvormig signaal dat precies de middenfrequentie hoger is dan de frequentie van het signaal dat men wenst te ontvangen. Menging vond plaats in een speciaal voor dit doel ontwikkelde mengbuis, een hexode of heptode, dat is een radiobuis met vier of vijf roosters. De mengbuis wordt meestal gecombineerd met een triode voor de oscillator. Zo'n buis is vaak te herkennen aan de letters ECH. Bij 'heterodyne' ontstaat een signaal met de middenfrequentie als verschilfrequentie. Dit signaal wordt verder versterkt en bewerkt. Andere signalen worden weggefilterd.
Door het instellen van de frequentie van het oscillatorsignaal kan de luisteraar de radio afstemmen en zo een zender kiezen. Het voordeel van de superheterodyne radio-ontvanger is dat de middenfrequentfilters met de bijbehorende middenfrequentversterker onafhankelijk zijn van de afstemming waardoor de eigenschappen van de ontvanger daar onafhankelijk van worden. Dit is technisch veel eenvoudiger te realiseren dan het afstemmen van vele kringen achter elkaar in een zogenaamde rechtuitontvanger, dat wil zeggen geen superhet.

### Dubbelsuper
Wenst men een zender met een hoge frequentie te ontvangen, bijvoorbeeld een kortegolfzender, dan ontstaat er een nieuw probleem. De gewenste zender heeft bijvoorbeeld een frequentie van 30 000 kHz met een bandbreedte van slechts 5 kHz. Als weer een middenfrequentie van 455 kHz wordt gekozen, komt de oscillator op 30 455 kHz uit en dus de spiegelfrequentie op 30 900 kHz. Dat is relatief gezien zeer dichtbij. Om daarvoor een preselector te maken die deze spiegel voldoende kan onderdrukken, moet een preselector met veel meelopende kringen gemaakt worden.
Er zal dus een hogere middenfrequentie gekozen moeten worden om de spiegelfrequentie verder weg te leggen. Als daar bijvoorbeeld 5000 kHz voor wordt gekozen, dan komt de spiegel op 40 000 kHz te liggen.
Echter, een middenfrequentfilter op 5000 kHz kan weer niet zo mooi smal gemaakt worden als een op 455 kHz. De oplossing is nu: bouw achter de (eerste) middenfrequenteenheid op 5000 kHz nog een mengtrap met een vaste oscillator op 5445 kHz om op 455 kHz uit te komen. Daar kan dan de nodige selectiviteit bewerkstelligd worden.
Deze werkwijze heet dubbelsuper en treft men aan in de betere kortegolfontvangers.

### Moderne ontwikkeling
Aan het einde van de twintigste eeuw werd niet meer met elektronenbuizen gewerkt, maar werden goede vaste middenfrequentfilters gemaakt met kristallen (kristalfilters) op hoge middenfrequenties, zodat de noodzaak van een dubbelsuper veel minder groot werd.
Om helemaal van het afstemmen van de preselector af te zijn, worden zelfs zeer hoge middenfrequenties toegepast. Gedacht moet worden aan 48 000 kHz en hoger. De oscillator wordt daarbij elektronisch afgestemd met een capaciteitsdiode. Alle mechanische delen zijn verdwenen. Het nadeel van het afschaffen van de preselector aan de ingang is dat de mengtrap alle signalen van het ontvangstspectrum aangeboden krijgt, waardoor de kans op problemen door intermodulatie en kruismodulatie toeneemt.
Met deze beschouwing is lang niet alles gezegd. De keuze van de eerste middenfrequentie is ingewikkeld. Pas toen gebruikgemaakt kon worden van computers, kon berekend worden wat de gunstigste eerste middenfrequentie is om zo min mogelijk valse mengproducten te krijgen.

## Gedetailleerde beschrijving van de opbouw van een superheterodyne ontvanger

### Conventionele techniek

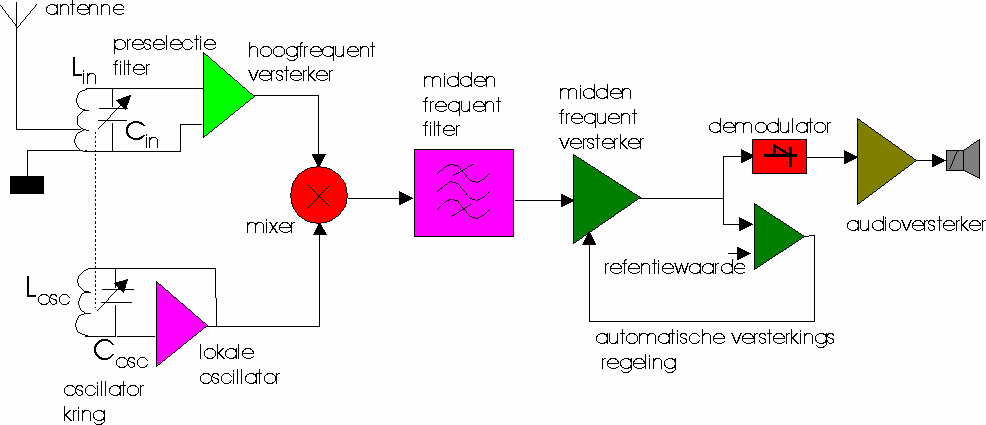
Blokschema van een conventionele superheterodyne radio-ontvanger

Het van de antenne afkomstige signaal wordt in de eerste ontvangertrap gefilterd, om te voorkomen dat de spiegelfrequenties ook ontvangen worden. Daarnaast worden ook zeer sterke signalen op andere frequenties onderdrukt. Dat is nodig omdat anders in de eerste versterkertrap, die altijd enige niet-lineariteit heeft, door onbedoelde menging ongewenste stoorsignalen zouden ontstaan (intermodulatie). De bandbreedte van dit ingangsfilter is door zijn eenvoud veel groter dan de middenfrequent bandbreedte.
Verder wekt de zogenoemde lokale oscillator een signaal op met een frequentie gelijk aan de som van de frequentie van de te ontvangen zender en de middenfrequentue van 455 kHz voor AM-omroepontvangers en 10,7 MHz voor de FM-omroepband. Tot het begin van de jaren zeventig van de vorige eeuw werd voor de afstemming vrijwel altijd gebruikgemaakt van een afstemcondensator die ten minste twee secties heeft: de ene voor de oscillator en de andere voor het preselectiefilter. Zowel de oscillatorfrequentie als de doorlaatband van het preselectiefilter worden bepaald door de resonantiefrequentie van een LC-kring van een van de secties van de afstemcondensator en een spoel. De afstemcondensator en rest van de schakelingen zijn zo geconstrueerd dat de doorlaatband van het filter en de oscillatorfrequentie zo goed mogelijk een vast verschil houden van de middenfrequentie.
De mengtrap mengt het signaal van de antenne met dat van de oscillator, waardoor het middenfrequentsignaal ontstaat. Dit wordt versterkt door de middenfrequentversterker, die een zeer nauwkeurig afgeregeld bandfilter bevat, bestaande uit meerdere filters achter elkaar, gescheiden door versterkertrappen. Bij AM-ontvangers is vrijwel altijd de versterking van de middenfrequentversterker regelbaar (automatische versterkingsregeling, Engels: AGC = Automatic Gain Control). Deze regeling zorgt ervoor dat het uitgangsniveau van de middenfrequentversterker voor sterke en zwakke zenders, die wel een factor 10 000 in sterkte kunnen schelen, min of meer constant is. Ook bij zenders waarvan de sterkte van het signaal bij wisselende atmosferisch condities sterk kan fluctueren (fading) wordt het uitgangssignaal constant gehouden.
Bij ontvangst van FM wordt in de middenfrequentversterker een begrenzer toegepast, om het signaal een vaste amplitude te geven. Daardoor kan de ratiodetector, die veel gebruikt wordt voor de demodulatie van het FM signaal, een audiosigaal afgeven met een vast niveau. De demodulator wint het oorspronkelijke (audio)signaal weer terug uit het middenfrequent signaal, en dit signaal wordt verder versterkt en ten slotte door een of meer luidsprekers hoorbaar gemaakt.
Tot begin jaren zestig werden alle versterkers, de oscillator en de mengtrappen uitgevoerd met elektronenbuizen. Geleidelijk werden deze functies overgenomen door transistors en later ook door IC's. Het basisprincipe bleef echter ongewijzigd. Vanaf de jaren zeventig werden geleidelijk nieuwe ontvangertechnieken ingevoerd.
De afstemming van FM-ontvangers gebeurde ook wel inductief, dat wil zeggen door kernen in de spoelen van ingangsfilter en oscillator te verschuiven.
Televisieontvangers werken ook met superheterodyne. Daar wordt een middenfrequentie van circa 40 MHz toegepast. Een aparte mengtrap filtert daarbij het audiosignaal uit. Afstemming voor de VHF-band (kanaal 2-12) in televisieontvangers vond vroeger plaats met een kanalenkiezer. Die bevatte twee secties met een set van elk elf spoelen, een set voor het preselectiefilter en een set voor de oscillator. De UHF-tuners hadden afstemcondensatoren.